# Odontolochus gestroi
Odontolochus gestroi är en skalbaggsart som beskrevs av Clouët des Pesruches 1900. Odontolochus gestroi ingår i släktet Odontolochus och familjen Aphodiidae. Inga underarter finns listade i Catalogue of Life.